# Georges Maton
Georges Maton (Lilla, 25 d'octubre de 1913 - Le Perreux-sur-Marne, 6 de juliol de 1998) va ser un ciclista en pista francès que va córrer durant els anys 30 del segle XX.
El 1936 va prendre part en els Jocs Olímpics de Berlín, en què guanyà una medalla de bronze en tàndem, formant parella amb Pierre Georget.